# 特莎·戈博
特莎·戈博（英語：Tessa Gobbo，1990年12月8日—），美国女子赛艇运动员。她曾代表美国参加2016年夏季奥林匹克运动会赛艇比赛，获得女子八人单桨有舵手金牌。